# Johan Lizeganch
Johan Lizeganch war ein mittelalterlicher Bürgermeister (consul regens oder proconsul) in Brilon.
Er wurde  1382 in einer Urkunde erwähnt, in der er den Verkauf von 17 Scheffel Land von Esselin Stolman an Richard Kremers beurkundete.
Der Briloner Bürgermeister war nicht nur primus inter pares, sondern Legislative und Exekutive vereinten sich in ihm. In seinem Namen wurden Stadtrechnungen geführt, er verwahrte den Stadttorschlüssel und er war Vorsitzender des Ratsgerichts.
Bei Stadtfehden stand der Bürgermeister der städtischen Streitmacht vor, auch hatte er das Recht zur Begnadigung bei harten Verurteilungen durch das Stadtgericht bei Straftaten. Er konnte bei Todesstrafe begnadigen.